# Wapen van Linkebeek

Het wapen van Linkebeek (sinds 1957).

Het Wapen van Linkebeek is het heraldisch wapen van de Belgische gemeente Linkebeek. Het wapen werd op 14 december 1957 toegekend.

## Geschiedenis
Het wapen is gebaseerd op dat van de laatste vrouwe van Linkebeek, Maria Barbara Josepha de Man de Speelhoven (dochter van de heer van Lennik), die het in 1772 verwierf, en is daarom ook een ovaal vrouwenwapen. De drie mannelijke morenkoppen verwijzen naar de familienaam “de Man”, terwijl de zwarte kleur enkel een esthetisch modeverschijnsel zou zijn als contrast op de zilveren achtergrond van hun schild.

## Blazoen
Het wapen heeft de volgende blazoenering:
Van zilver met keper van keel, vergezeld van drie Morenkoppen, omwonden van keel.

## Verwante wapens

Wapen van Lennik.